# Oussama Saad
Oussama Saad, né le 6 juin 1954 à Saïda, est un homme politique libanais.

## Biographie
Fils de l'ancien député Maarouf Saad, assassiné le 26 février 1975, docteur en médecine de l'Université du Caire, il devient en 1985 le bras droit de son frère, Moustapha Saad, chef de l'Organisation Populaire Nassérienne prosyrienne et rival historique de la famille de Rafiq Hariri à Saïda et de sa sœur, Bahia Hariri.
Membre du conseil municipal de Saïda en 1998, il accède à la députation, au siège sunnite de Saïda, durant l'été 2002, à la suite du décès de son frère Moustapha, député à l'époque. Il fut élu d'office, faute de concurrents.
En 2004, il s'allie avec l'ancien partenaire des Hariri, Abderrahman Bizri, et leur liste gagne les élections municipales de Saïda, ce qui constitua un revers sérieux à Rafiq Hariri, perdant le contrôle sur la mairie de sa ville natale.
Oussama Saad est réélu député lors des élections de 2005.
Pro-syrien affirmé, soutien du Hezbollah et du général Michel Aoun, partisan du maintien des armes des milices palestiniennes au Liban, il est aussi membre du Rassemblement national, dirigé par Omar Karamé, ancien Premier ministre, et du Bloc de la résistance et du développement.
Il effectue son retour au parlement libanais en tant que député de Saïda à la faveur de sa victoire aux élections de 2018.